# とうとい (flumpoolの曲)
『とうとい』は、flumpoolの楽曲。2017年12月26日に17枚目のシングルとしてA-Sketchから発売された。

## 概要
前作『ラストコール』から約9か月ぶりのシングルリリースとなり、2017年12月5日から活動休止となったflumpoolの休止前最後のシングル作品。
カップリングには、テレビアニメ及び劇場版『Infini-T Force』主題歌となっている「To be continued…」、TBS系『S☆1』イメージソングとなった「WINNER」が収録されている。
発売日には早見あかりが出演した表題曲のミュージックビデオが公開された。

## 収録曲
| 全作詞: 山村隆太、全作曲: 阪井一生。 |                                      |           |            |          |      |
| #                                    | タイトル                             | 作詞      | 作曲・編曲 | 編曲     | 時間 |
| 1.                                   | 「とうとい」                         | 山村隆太  | 阪井一生   | 飛内将大 | 4:54 |
| 2.                                   | 「To be continued...」               | 山村隆太  | 阪井一生   | 飛内将大 | 3:47 |
| 3.                                   | 「WINNER」                           | 山村隆太  | 阪井一生   | 板井直樹 | 4:27 |
| 4.                                   | 「とうとい」(Instrumental)           | 山村隆太  | 阪井一生   |          | 4:54 |
| 5.                                   | 「To be continued...」(Instrumental) | 山村隆太  | 阪井一生   |          | 3:47 |
| 6.                                   | 「WINNER」(Instrumental)             | 山村隆太  | 阪井一生   |          | 4:26 |
| 合計時間:                            | 合計時間:                            | 合計時間: | 26:15      |          |      |

| #  | タイトル                      | 作詞 | 作曲・編曲 |
| -- | ----------------------------- | ---- | ---------- |
| 1. | 「とうとい (Studio Session)」 |      |            |
| 2. | 「とうとい (Documentary)」    |      |            |